# Substrat (chimie)
Pour les articles homonymes, voir Substrat.
En chimie, un substrat est une substance, généralement solide, utilisée comme base et sur laquelle on dépose des réactifs afin d'y provoquer une réaction chimique formant des produits. Le substrat contient déjà au moins l'un des réactifs nécessaires à la réaction.
Le substrat peut être une substance qu'on cherche à analyser ou simplement un support fournissant un réactif nécessaire ou un catalyseur facilitant la réaction.